# Tašmajdana-Trophäe der Männer 1962
Die Ⅲ Tašmajdana-Trophäe (kroatisch Trofej Tašmajdana) war ein internationales Kleinfeldhandballturnier das 1962 in Belgrad stattfand.

## Tabelle
| Pl.                 | Land        | Sp. | S | U | N | Tore    | Diff. | Punkte |
| ------------------- | ----------- | --- | - | - | - | ------- | ----- | ------ |
| 1.                  | Jugoslawien | 3   | 3 | 0 | 0 | 042:290 | +13   | 6      |
| 2.                  | Rumänien    | 3   | 2 | 0 | 1 | 034:290 | +5    | 4      |
| 3.                  | Dänemark    | 3   | 1 | 0 | 2 | 029:420 | −13   | 2      |
| 4.                  | Ungarn      | 3   | 0 | 0 | 3 | 032:370 | −5    | 0      |
| Stand: 2. Juli 1962 |             |     |   |   |   |         |       |        |

## Spiele
| 30. Juni 1962 | Jugoslawien | 12 : 11 | Ungarn | Stadion Tašmajdan, Belgrad |
| 30. Juni 1962 | (3 : 3)     |         |        | Stadion Tašmajdan, Belgrad |
| 30. Juni 1962 | [ 2 ]       |         |        | Stadion Tašmajdan, Belgrad |

| 30. Juni 1962 19:45 Uhr | Rumänien     | 13 : 7  | Dänemark                | Stadion Tašmajdan, Belgrad Schiedsrichter: Hruschka |
| 30. Juni 1962 19:45 Uhr |              | (5 : 2) | meiste Tore: Hansen (3) | Stadion Tašmajdan, Belgrad Schiedsrichter: Hruschka |
| 30. Juni 1962 19:45 Uhr | Spielbericht |         |                         | Stadion Tašmajdan, Belgrad Schiedsrichter: Hruschka |

| 1. Juli 1962 | Jugoslawien  | 16 : 7 | Dänemark                | Stadion Tašmajdan, Belgrad |
| 1. Juli 1962 |              | (7 :3) | meiste Tore: Hansen (3) | Stadion Tašmajdan, Belgrad |
| 1. Juli 1962 | Spielbericht |        |                         | Stadion Tašmajdan, Belgrad |

| 1. Juli 1962 19:30 Uhr | Rumänien | 10 : 8 | Ungarn | Stadion Tašmajdan, Belgrad Schiedsrichter: Dorninger |
| 1. Juli 1962 19:30 Uhr | (8 : 5)  |        |        | Stadion Tašmajdan, Belgrad Schiedsrichter: Dorninger |
| 1. Juli 1962 19:30 Uhr | [ 2 ]    |        |        | Stadion Tašmajdan, Belgrad Schiedsrichter: Dorninger |

| 2. Juli 1962 19:30 Uhr | Ungarn       | 13 : 15  | Dänemark                | Stadion Tašmajdan, Belgrad Schiedsrichter: Hruschka |
| 2. Juli 1962 19:30 Uhr |              | (5 : 11) | meiste Tore: Hansen (5) | Stadion Tašmajdan, Belgrad Schiedsrichter: Hruschka |
| 2. Juli 1962 19:30 Uhr | Spielbericht |          |                         | Stadion Tašmajdan, Belgrad Schiedsrichter: Hruschka |

| 2. Juli 1962 | Jugoslawien | 14 : 11 | Rumänien | Stadion Tašmajdan, Belgrad |
| 2. Juli 1962 | (8 : 8)     |         |          | Stadion Tašmajdan, Belgrad |
| 2. Juli 1962 |             |         |          | Stadion Tašmajdan, Belgrad |